# Navy Board
Cette institution fondée par le roi Henri VIII en Angleterre en 1546, sous le nom de Council of the Marine (conseil de la marine), était chargée de l'administration de la Navy Royal, puis de la Royal Navy. Elle donna naissance à l'Amirauté sous l'impulsion de Samuel Pepys et de William Coventry. En 1831, elle fut dissoute et ses fonctions furent reprises par le Board of Admiralty, au sein de l'Amirauté.
En 1964, le Navy Board est réinstitué.